# Gagea megapolitana
Gagea megapolitana là một loài thực vật có hoa trong họ Liliaceae. Loài này được Henker mô tả khoa học đầu tiên năm 2005.